# ロバート・クビサ
- ロバート・クビツァ
- ロバート・クビカ

ロバート・ユゼフ・クビツァ（Robert Józef Kubica, 1984年12月7日 - ）は、ポーランド共和国クラクフ市出身のレーシングドライバー。
ワールド・シリーズ・バイ・ルノーおよびWRC2の初代チャンピオンで、ポーランド人初のF1ドライバーである。

## 姓について

### 意味
キリスト教の新約聖書に出てくる使徒聖ヤコブ（いわゆる「大ヤコブ」、英語のジェイコブ）のポーランド語読み「ヤクブ（Jakub）」の指小形「クーバ（Kuba、ヤクブちゃん）」より。Kubicaの意味は「ヤクブちゃん家（あるいは、ヤクブちゃんのセガレ）の…」なので、Robert Kubica はを字義どおりに解釈すると「ヤクブちゃん家のロベルト」の意味になる。この姓はポーランドでは南部のマウォポルスカ地方とその周辺に多い。特にタトラ山脈のあるポトハレ地方独特の「グラル人（山の人）」と呼ばれるポーランド人の間でよく見られる姓である。クビツァの出身地であるクラクフはかつてポーランド王国の首都が置かれるほど栄えた、マウォポルスカ地方の中心都市で、そこでは「Kubica」という姓は珍しくない。

### 発音・表記の仕方
日本語表記については、姓は「クビカ」、「クビサ」と表記されていたが、2006年シーズン途中でBMWザウバー広報から「クビカ」表記は止めて欲しいとのリリースがあった。しかし、クビツァと親しい川井一仁が本人に聞いたところ「クビカ」、「クビサ」、「クビツァ」を含めどの呼び方をされても気にはしていないようだとF1GPニュースで発言している。
F1関連のウェブサイトなどでは「ロバート・クビツァ」と表記するところが最も多い一方で、本来のポーランド語では「ロベルト・クビツァ」（例: サッカー選手のアンジェイ・クビツァ）、ポーランド南部の山岳地方では「ロベルト・クビッチャ」のように訛って発音するところ（グラル人など）もあり、2007年シーズンより、モータースポーツに手厚い東京中日スポーツを始め、朝日新聞、共同通信などメディアでは「ロベルト・クビツァ」へと表記の切替が行われている。アクセントはロベルトのロ、クビツァのビにつく。ポーランドでも人によってはアクセントを強調して「ローベルト・クビーツァ」と発音することがある。

なお、国際音声記号では ['robert ku'bitza]であり、これによればロベルト・クビツァがもっとも近い。また、英語圏のテレビ放送でも「クビーツァ」と母語に近い発音をしており、日本で多くのマスコミが使用する「クビサ」は少数派であるともいえる。

## 初期の経歴
4歳の時に両親にねだって買ってもらった4馬力のオフロードカーが自身のキャリアの出発点である。クビツァはこの車でペットボトルの周りを運転して遊ぶことに日々熱中した。成長すると父親Arturはカートを与えたが、クビツァは当時幼く、10歳以上でなければポーランド・カート選手権（the Polish Karting Championship）に参戦できなかった。10歳になり参戦すると、3年で6つのタイトルを獲得した。
その後次のステップに進もうと考え、父親の勧めで単身イタリアに渡る。1998年に国際イタリア・ジュニアカート選手権の初の外国人チャンピオンとなり、ヨーロッパ・ジュニアカート選手権でシリーズ2位、ジュニア・モナコ・カートカップで勝利と、初年度から華々しい結果をあげた。翌年、イタリアでのタイトルを防衛し、ドイツ国際カート選手権に参戦。またジュニア・モナコ・カートカップで再び勝利、マルグッティ・トロフィーやエルフ・マスターズレースといった名のある大会でも勝利を収める。2000年、ヨーロッパおよび世界選手権でともに4位となり、カートでのキャリアを終える。

## ジュニア・フォーミュラ
2000年にフォーミュラカーレースにステップアップ。フォーミュラ・ルノーのテストドライバーとなる。2001年にユーロカップとイタリア選手権への参戦を開始した。フォーミュラ・ルノーには翌年まで留まり、2002年にユーロカップをランキング7位、イタリア選手権では10戦中4勝をあげてランキング2位という結果で終えた。
2003年にF3ユーロシリーズへと参戦し、ランキング12位。2004年に同選手権でランキング7位、同年のマカオGPでは2位表彰台という結果を残した。
2005年には、この年ワールドシリーズ・バイ・ニッサンから改組されて新たな選手権の初年度として開催されたワールド・シリーズ・バイ・ルノーのエプシロン・ユースカディチームから参戦し、4勝を挙げて初代チャンピオンに輝いた。再びF3マカオGPにも参戦し、前年同様2位表彰台を獲得した。
同時に、この年はルノーやミナルディなどからF1のテストにも参加し、ステップアップへの足がかりを築いた。

## F1での経歴

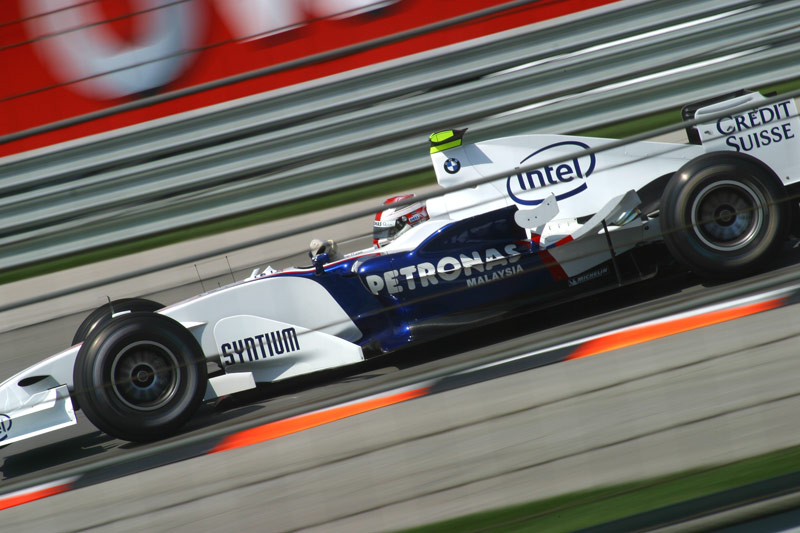
2006年アメリカGPにて。

### F1(第1期)

#### 2006年
2006年はBMWザウバーの第3ドライバーとして起用され、特にシーズン中盤になってチームが力をつけるにつれ、金曜日のフリー走行や、テストなどでも好タイムを記録した。レギュラードライバーのジャック・ヴィルヌーヴが第13戦ハンガリーGPを欠場したため、このレースにおいてポーランド人初のF1ドライバーとして急遽デビューを飾った。荒れたレースの中7位で初完走し入賞圏内でレースを終えたが、マシン重量が最低基準に2kg足りなかったため失格となった。その後、ヴィルヌーヴはそのままBMWザウバーから離脱したため、以降のレースも参戦することとなった。第15戦イタリアGPでは3位でフィニッシュし、デビュー3戦目にして初の表彰台に輝いた。このレースでは、優勝したミハエル・シューマッハがトップ3ドライバーの記者会見で現役引退を表明。クビサはその引退を発表する会見の席に同席することとなった。残りのレースで入賞することは叶わず、結局この年の入賞はイタリアGPのみに留まったが、初年度にして3位表彰台を獲得する活躍を見せた。

#### 2007年

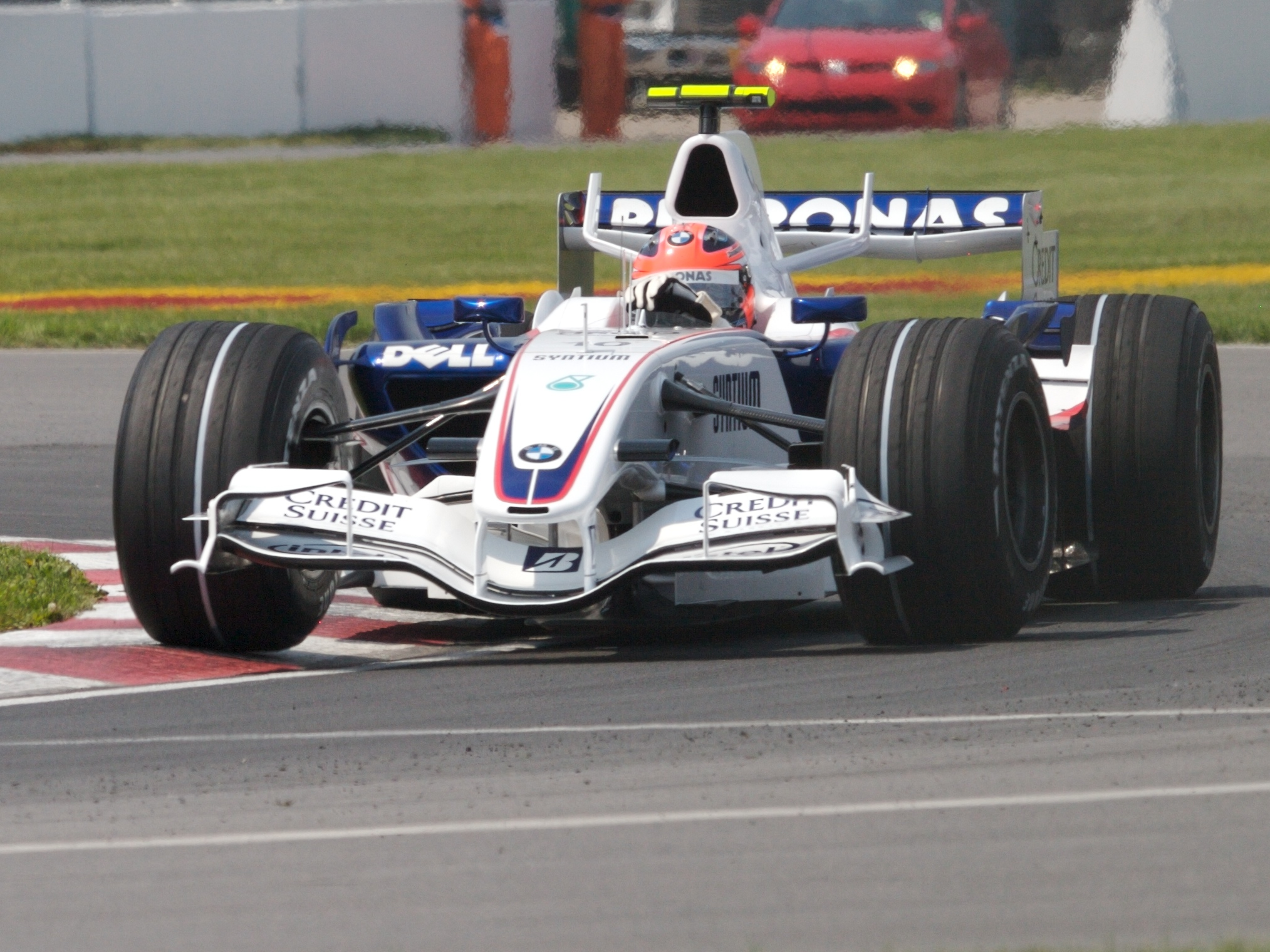
2007年カナダGPにて。

2007年はマクラーレンとフェラーリが圧倒的な速さでシーズンを支配した。第3戦バーレーンGPからは3戦連続で入賞するも表彰台には手が届かず、BMWザウバーは苦戦が続いた。そんな中迎えた、第6戦カナダGPでは大クラッシュに見舞われた。オールドピットヘアピン手前の左コーナーでヤルノ・トゥルーリと接触。接触自体は軽かったもののコースアウトした際に芝生の段差でマシンが跳ね、前輪が浮き上がったままになったためにコントロール不能のまま直進し270km/hの速度でコンクリート壁に激突した。車体は跳ね返って数十メートルに渡り回転しながら移動し、ヘアピンのランオフエリアで横倒しになりようやく停止。特にフロント部分の破損が著しく、両足が露出するほどの凄まじいクラッシュだったため安否が気遣われたが、幸いにも軽い脳震盪と右足首捻挫のみと診断された。しかし、FIAの医師団の判断により第7戦アメリカGPは欠場した。代役として、後の四度のワールドチャンピオンとなるセバスチャン・ベッテルがF1デビューを飾った。第8戦フランスGPで復帰すると、残り10戦中8戦で入賞する安定感を見せたが、表彰台獲得には至らなかった。
この年は最高位は4位に留まり、ランキング6位に終わった。

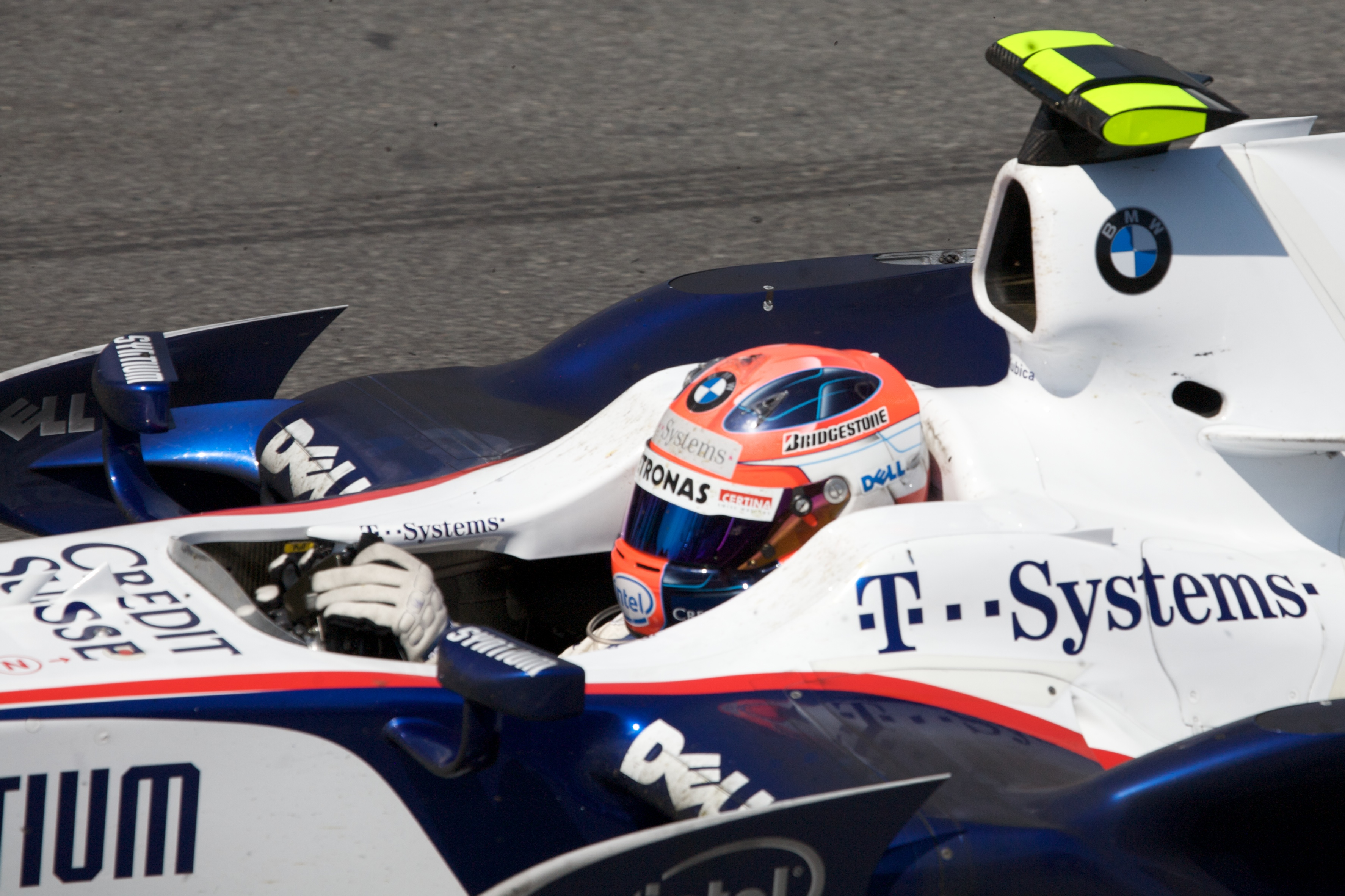
2008年カナダGPにて。

#### 2008年
2008年、開幕戦オーストラリアGPで予選での自己最高位である2位を記録。決勝ではレース中盤で中嶋一貴に追突されリタイアに追い込まれる。しかし、第2戦マレーシアGPでは自己最高位である2位を獲得し、約1年半年ぶりに表彰台へと上った。さらに第3戦バーレーンGPでは自身とチームにとって初のポールポジションを記録。決勝でもフェラーリの2台に続く3位でフィニッシュし、2戦連続表彰台に上った。また、第6戦モナコGPでもミスの無い走りで2位表彰台を獲得。市街地コースでの強さをアピールした。前年に大クラッシュに見舞われた第7戦カナダGPでは、完走が13台という荒れたレースを制し、ポーランド人として初優勝を飾ると共に、BMWザウバーにも初優勝をもたらした。この結果、ドライバーズランキングで初めてトップに立った。この飛躍の裏にはオフシーズンの大幅な減量で可能になったバラストの追加配分があったとされる。しかし、シーズンが進むに従って調子を落としていった。これはランキング上位に付けチャンピオン争いが可能にもかかわらず、シーズン後半には早々にチームが翌年の車の開発に比重を移してしまった事が影響しており、このチーム方針に対しクビツァは不満を呈していた。
この年は、優勝1回を含め7回の表彰台獲得、ポールポジション1回獲得などの活躍を見せ、シーズン終盤までタイトル争いに絡んだ。最終的に3位のキミ・ライコネンと同ポイントのランキング4位でシーズンを終えた。

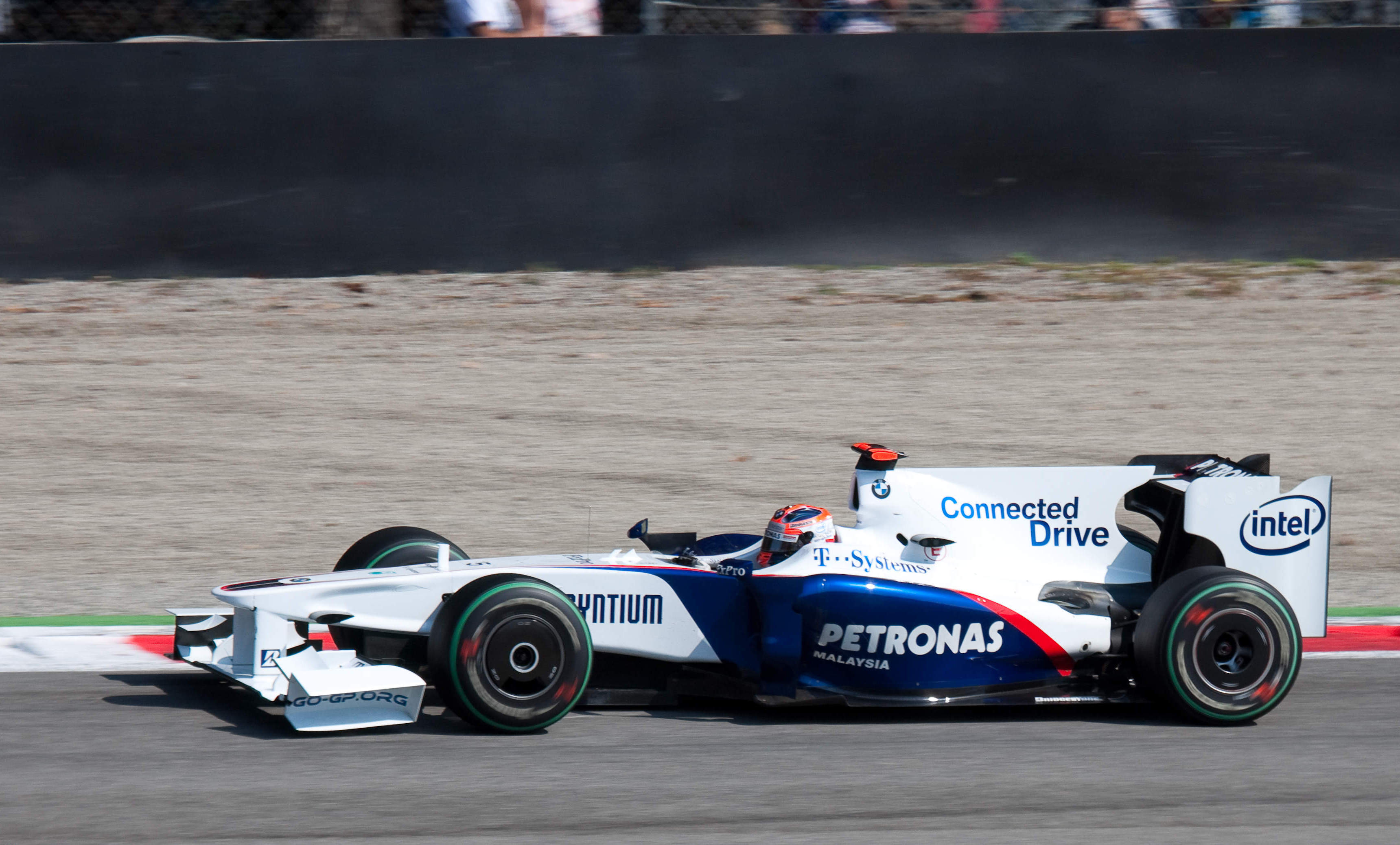
2009年イタリアGPにて。

#### 2009年
2009年シーズンもBMWザウバーから参戦。この年投入されたマシンF1.09には前年ほどの競争力はなく、開幕戦オーストラリアGPで終盤に一時3位を走行する活躍は見せたものの、第10戦ハンガリーGPまでにポイントを獲得したレースは1回のみで、それ以外はポイント圏内はおろか、トップ10にすら入れないレースが続いた。
ベルギーGPでは予選5位を獲得し、決勝でも4位でチェッカーを受けた。第16戦ブラジルGPで雨で混乱が起きた予選では8位を獲得し、決勝では巧みな戦術と運転技術で久しぶりの表彰台となる2位になった。
同年7月でBMWがF1撤退を表明したが、10月7日にはルノーへの移籍を決め、次期のシートを獲得している。

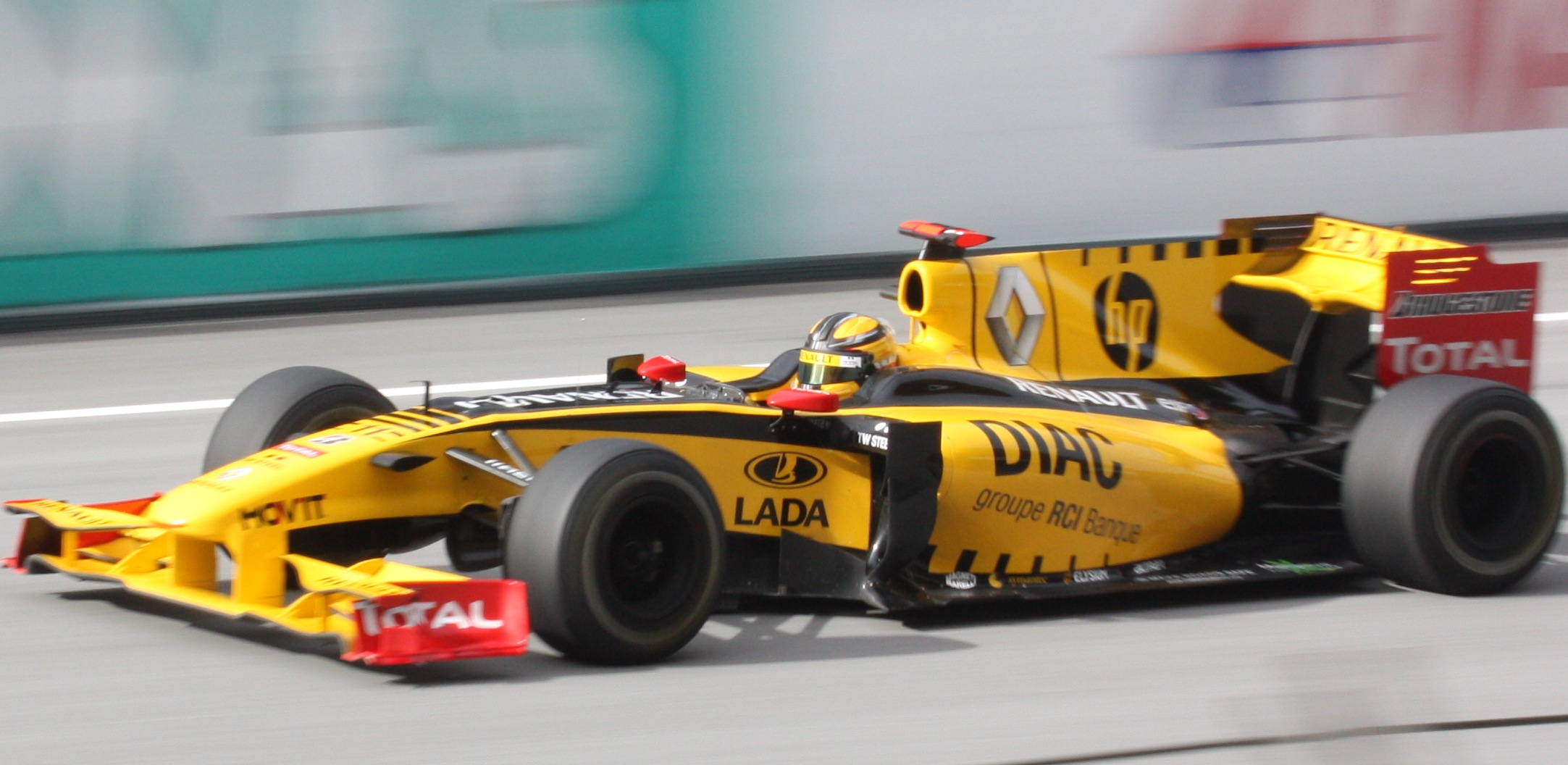
2010年マレーシアGPにて。

#### 2010年
2010年シーズンはルノーF1から参戦。シーズン前はチームの資金難が続きR30の開発が遅れたが、その後スポンサーが続々と決定され、また建設中であった新しい風洞試験装置が完成するとともに開発のスピードは上がっている。開幕戦バーレーンGPではスタート直後の1コーナーで前を走るマーク・ウェバーの車がエンジンオイル量過多のため突然白煙を噴いたことに驚いたエイドリアン・スーティルが急な進路変更をしクビツァのマシンに接触、クビツァとスーティルの2台のマシンはスピンした。2人ともすぐにレースに戻り、特にクビツァは最後尾から懸命の追い上げを見せたが11位でゴールし、惜しくもポイント獲得（10位までに与えられる）を逃した。
第2戦オーストラリアGPでは予選9位からスタート、混乱の中1周目に4番手まで順位を上げ、のち2位まで順位を上げた。その間メルセデスGPのニコ・ロズベルグ、マクラーレンのルイス・ハミルトン、フェラーリのフェリペ・マッサからゴールまで30周以上にわたって次々と激しい追撃に遭ったものの、巧みな運転技術でこれを封じて順位を死守したクビツァはそのまま2位でゴール、2010年初の表彰台を飾り、上位陣に比べて戦闘力が大幅に劣るといわれるルノーの現行マシンで、しかも上位陣の追い上げを巧みに抑え続けての表彰台獲得はフランスやドイツのメディアから「センセーショナル」と報じられ、2009年の第16戦ブラジルGPに引き続いて自己の高い実力を再度証明することになった。
また、得意の市街地サーキットである第6戦モナコGPでは予選で驚異的なパフォーマンスを発揮し、明らかにマシン性能で上回るドライバーらを抑えて2位を獲得すると、決勝ではスタートで1つ順位を落とすもののそのまま3位表彰台を獲得した。同じく市街地サーキットの第15戦シンガポールGPではレース終盤6位走行中にタイヤトラブルにより予定外のピットストップを強いられ13位に後退するも、新しいタイヤのグリップを活かして驚異的な追い上げをみせ、オーバーテイクが非常に難しいマリーナ・ベイ・サーキットで前にいるマシンをごぼう抜きしてみせた。結果落とした順位は僅か1つの7位でフィニッシュするなど、改めて市街地サーキットでの強さをみせた。

#### 2011年
開幕前のバレンシアテストの最終日に新車R31で全体のトップタイムを記録するなど好調なスタートを切ったが、その直後の2月6日にイタリアで趣味でもあるラリーに参戦中大クラッシュ、手首を含む複数個所を骨折した(詳細は#事故を参照)。少なくとも、負傷箇所の完治だけでも10ヶ月以上かかる見込みであったため、2011年のF1世界選手権の欠場は避けられない状況になったうえ、レーサーとして復帰することすら絶望的と思われた（2012年から2017年の情報は#F1以外のレース活動を参照）。

### F1(第2期)

#### 2018年
2017年6月のバレンシアのテストセッションで6年ぶりにルノーのF1マシンをドライブ。116周を走破し、テストドライバーのセルゲイ・シロトキンを上回るタイムを記録。同年9月には、2016年のF1チャンピオンであるニコ・ロズベルグを共同マネージャーに起用することを発表。10月に入るとウィリアムズで2014年型マシンによる2回のテストも実施し、安定した速さでF1マシンを走らせることができる点をアピールした。
そのため、2017年シーズンを以て引退を予定していたウィリアムズのフェリペ・マッサの後任候補にクビツァの名前が浮上した。その後、アブダビGP後のアブダビでのテストではウィリアムズの2017年型マシンでテストにも参加した。最終的にウィリアムズはマッサの後任にセルゲイ・シロトキンの起用を決め、2018年のレギュラードライバーにはなれなかったものの、クビツァは同チームのリザーブドライバーとしてF1の世界に再び関わっていくこととなった。2018年シーズン中はスペインGPとオーストリアGPの金曜日フリー走行に出走。他にはチームが参加していた公式テストも担当した。
ウィリアムズのリザーブドライバーとして働きながらレギュラーシート獲得を目指していた時、サマーブレイク中に起きたランス・ストロールの父親で資産家のローレンス・ストロールが率いるコンソーシアムがフォースインディアを買収した出来事が彼に大きく影響を与える。この影響で同チームの彼のシートが空く可能性が出てきたため、ウィリアムズは彼の後任を探し始める。その候補にはクビツァの名もあり、2019年から彼が同チームの正ドライバーになるのではという見方が出てきた。だが、ウィリアムズの資金難の影響で持参金などの金銭的メリットが重視され、アメリカGP前にその要素がないジョージ・ラッセルが起用されたことにより、もう一人のドライバーはその点が重要視されるという見方が強まった。そのため、実戦経験ではほかの候補を上回れても、その点がないに等しいクビツァは不利と見られ、一時はフェラーリのリザーブドライバー就任が有力視された。ところが、母国ポーランドの石油会社PKNオーレンが彼のための持参金を用意する情報が流れたのをきっかけに流れが変わった。当初は持参金が用意できるセルゲイ・シロトキンの続投やメルセデスから間接的な支援を得られるエステバン・オコンの起用が有力視されたが、2018年11月22日、ウィリアムズが日本円で10億円を超える支援金を確保したクビツァを翌年のレギュラードライバーに起用したことが発表された。これにより、クビツァのF1復帰が確定することとなった。

#### 2019年
2017年の頃からテストという形でF1に関わっていたが、今シーズンからウィリアムズのレギュラードライバーとしてカムバックし、2010年アブダビGP以来8年ぶりの実戦となる。チームメイトはメルセデスのジュニア・ドライバー・プログラム出身の新人ジョージ・ラッセル。
彼の活躍を期待する声が多かったものの、少数ではあるが苦言や不安視する声もあった。特にウィリアムズでタイトルを獲得したジャック・ビルヌーブは厳しい目で見ており、以前からクビサの復帰については安全面の観点から反対していた。そして、シーズンが開幕すると苦難の幕開けであった。
所属チームのウィリアムズは昨年に引き続いて深刻な不振に陥っており、チームメイト対決においても大半は予選・決勝共に敗北。また、ビルヌーブも開幕戦終了時点で「いいメッセージではない」とストレートに批判していた。本人は当初マシンの個体差に懸念を示していたが、ラッセル車と交換しても改善せず、少なくともマシンの性能不足はあれど品質のトラブルがない以上、クビサの能力を疑問視する根拠を提供する結果となった。ただし、第6戦のようにクビサが先行していたにもかかわらず、ラッセルのピットインを優先させたことや他の作業が優先された影響もあるが、クビサ用に調整されたステアリングが使用できるようになったのは第14戦からであることが明かされるなど、チーム側は平等に扱っているとコメントしつつも実質ラッセルの方を優先していることを示唆した。
そのため、シーズン中盤には速くもウィリアムズ離脱が囁かれており、クビサのスポンサーも他チームにクビサの売り込みを掛けるなど厳しい立場に立たされていた。
そんななか、第15戦前に行われた記者会見に出席したクビサは、自身の決断で今季限りでウイリアムズを離れることを表明。会見後にチームもクビサの決断を尊重した結果というコメントを正式に発表。これにより、今季でF1を離れることが確定した。
ほぼ毎戦が最下位争いとなる中、第11戦ドイツにて、アルファロメオ2台がペナルティでタイム加算により繰り上がり、復帰後初の10位入賞となった。また、キャリアとしては、開幕戦からは9戦、通算なら13戦連続完走が最高であったため、テールエンダーとはいえ、第14戦イタリアGP完走に伴い、自身の連続完走記録を更新した形となった。

#### 2020年
2020年はアルファロメオ・レーシングに移籍し、リサーブドライバーを務める。またクビサをバックアップするポーランドの石油企業、PKNオーレンもアルファロメオに移籍しチームのメインスポンサーを務めることとなった。アルファロメオは元を辿ると、クビサのデビューチームであるBMWザウバーでありリサーブドライバーという形ではあるが11年ぶりの古巣復帰という形になる。数レースで金曜日のフリー走行1回目に出走している。

#### 2021年
2021年もアルファロメオのリザーブドライバーを継続し、数レースで金曜日のフリー走行1回目に出走。また、オランダGP・イタリアGPでは新型コロナウイルスに感染したキミ・ライコネンに代わって代役出走。それぞれ15位,14位完走を果たした。

#### 2022年
レギュラードライバーは一新されたが、引き続きアルファロメオのリザーブドライバーを継続。数レースで金曜日のフリー走行1回目に出走。最終戦アブダビグランプリのフリー走行1回目を最後に、F1から離れることとなった。

## 事故
2011年2月6日、イタリアで開催されたラリーイベント「ロンド・ディ・アンドラ（Rally Ronde di Andora）」で大クラッシュを喫した。シュコダ・ファビアS2000で参戦したクビツァは右から左へと連続して曲がる高速カーブでミスをしガードレールに接触した。事故ではガードレールがクビツァが駆っていたファビアの車体を正面から突き破り、クビツァは右腕の複雑骨折、左手、足などの単純骨折を負う重傷であった。その後医師達によってサヴォーナ県のピエトラ・リーグレにあるサンタコロナ病院にヘリコプターを使って搬送された。施術に伴う右腕切断の可能性も検討されたが、専門医による7時間にも渡る手術の末に切断という最悪の事態は免れた。しかし重傷である事には変わりなく、今後レースを続けられる程に右手の機能が回復するかどうかが懸念されている。また、クビツァの完治には10ヶ月以上かかるとみられ、2011年のF1世界選手権を欠場することが確定的であると報じられた。
2月8日、クビツァがクラッシュした様子のコンピュータシミュレートが公開された。シミュレーションでは右カーブが終わる際に車両後部左側をガードレールに接触させた反動で車体が過度に左に旋回し、ガードレールに正面から接触した。その際にガードレールの鉄板がボンネットから突き破って車内を貫通し、そのままハッチバックドアにまで至った。今回の事故は力点が分散する「面」での接触事故ではなく「線」での接触事故であり、車両設計の段階で安全基準をクリアしていても、重大事故を避けられない車両設計の難しさを露見する結果ともなった。この他にもクビツァの事故直後の様子を捉えた車載カメラの映像も公開され、後続車はクビツァの救助にあたるべく停車するが、マシンから煙があがるほど大破した車両を目の当たりにした後続車のドライバーとコ・ドライバーが大きく動揺している様子まで収められていた。
複数個所の骨折と、肺の損傷が認められた為に手術は複数回に分ける必要があった。一時期はICUに再び入るなど予断を許さない状況もあったが、2月16日に最後の手術を終え19日にリハビリ病棟に移った。
リハビリ中の2012年1月12日、自宅近くで散歩中に凍った路面で転倒し、右足脛骨を骨折した。しかし大事には至らず、半月後にはオートマチックの自家用車を運転できるまでに回復したと報じられた。

## F1以外のレース活動

### ラリー

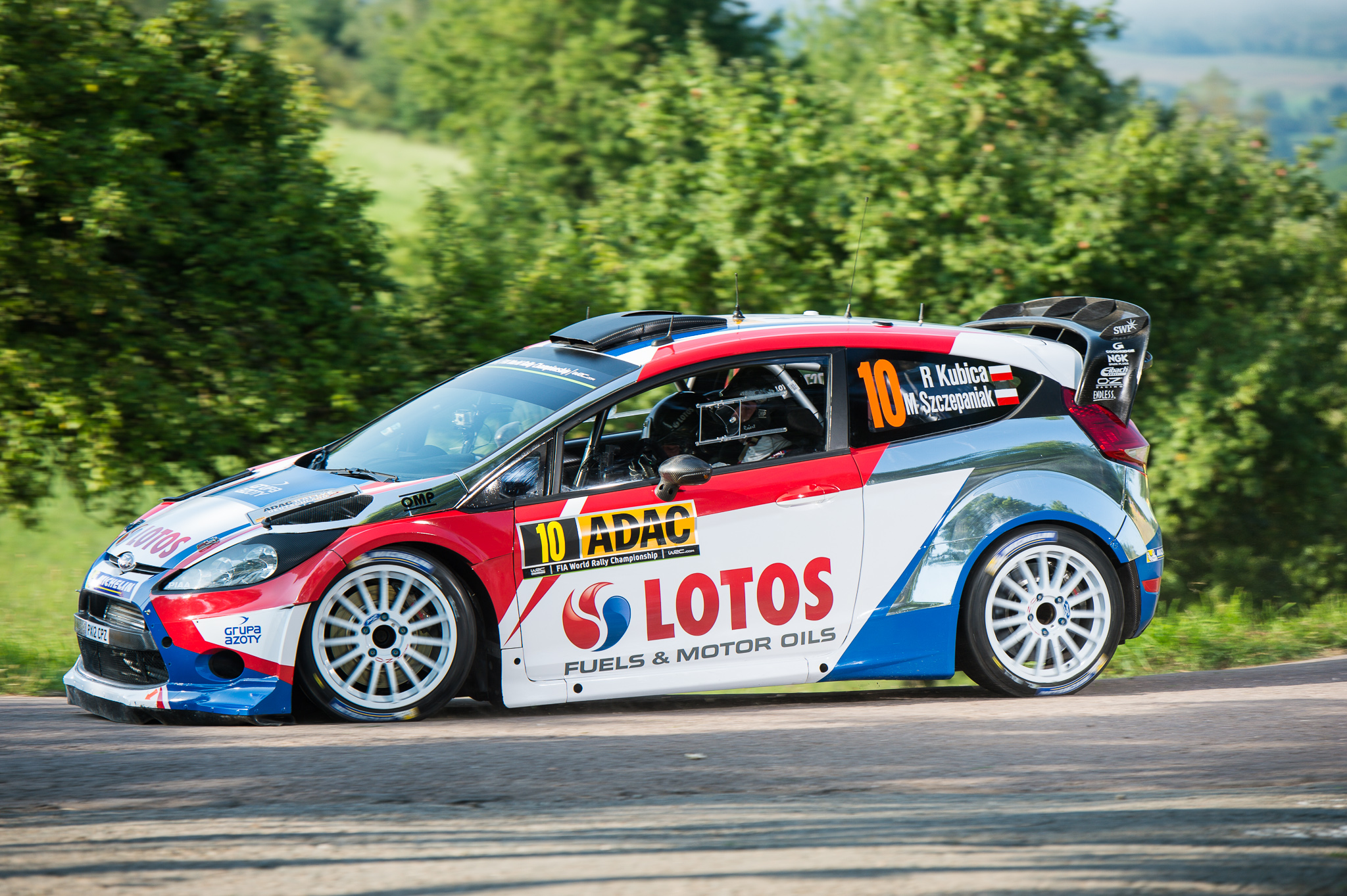
2014年ラリー・ドイツ

2012年9月、イタリアで行われたラリー「ロンデ・ゴミトロ・ディ・ラナ」に参戦してレース活動を再開、復帰戦を優勝で飾る。
2013年1月にはバレンシア・サーキットで行われたドイツツーリングカー選手権（DTM）のマシンテストにメルセデスから参加。このためDTM参戦が噂されたが、結局この年はDTMではなく世界ラリー選手権（WRC）の下位カテゴリーである「WRC2」にシトロエンから参戦。最終的に参戦した全7戦で5勝を挙げ、同年のWRC2チャンピオンを獲得した。なお、シフトチェンジは通常右手でシーケンシャルMTを操作するが、クビツァは特例により、ステアリング左側のパドルでセミAT操作をすることが認められた。
2014年はWRCに昇格し、ポーランドの石油会社ロトス (Grupa Lotos) の支援を受け、Mスポーツからフォード・フィエスタ RS WRCで参戦。ラリー・ポーランドのWRCカレンダー復帰にも協力するが、シリーズランキング16位と低調な結果に終わる。また、負傷した右腕の機能回復が思わしくないことから、F1復帰を事実上断念するような談話も出すようになった。
2015年は自らのチームである「RKワールドラリーチーム」を結成しWRCへの参戦を継続。しかし財政的な問題に悩まされ、さらにはマシンメンテナンスの委託先とのパートナーシップが決裂するなどの問題も抱えたため、結局2016年のWRC開幕戦であるラリー・モンテカルロを最後にWRC参戦を終了した。

### スポーツカー耐久
2016年3月にはムジェロ・サーキットで開かれた12時間耐久レースに参戦し、2011年の事故以来初めてサーキットでのレースに復帰した。2017年は「国際的なレースに復帰するフィジカル的な準備ができた」と判断し、バイコレスのLMP1チームよりFIA 世界耐久選手権 (WEC) にフル参戦する予定だったが、後に脱退し参戦を断念している。
2021年ル・マン24時間レースにはチームWRTからLMP2クラスで参戦。トップを快走するが、ファイナルラップに入った直後にまさかのマシントラブルが発生し、勝利を逃してしまった。
2023年WECでは最後の開催となったLMP2クラスのタイトル（耐久トロフィー）を獲得。これによりいずれも下位クラスではあるものの、ラリーとサーキットの双方でFIAの国際選手権のタイトルを獲得した数少ないドライバーとなった。
2024年WEC最上級クラスとなるハイパーカークラスAFコルセから全戦参戦、ロバート・シュワルツマン、イェ・イーフェイと共にフェラーリ・499Pをドライブする。第6戦オースティンでは総合優勝を飾り、フェルナンド・アロンソ、マーク・ウェバーに続く3人目のF1とWEC両シリーズの総合優勝経験者となった。
2025年も引き続きAFコルセよりハイパーカークラスに参戦。第4戦ル・マン24時間レース総合優勝を飾り、ポーランド人として初のル・マン総合優勝を飾った。

### DTM
F1のリザーブドライバーを務める傍らで、2020年はドイツツーリングカー選手権にオーレン・チームARTからフル参戦。第8戦ゾルダーのレース2で表彰台に上がった以外目立った成績をふるうことはなく、年間ランキング15位に終わる。

## エピソード
- 2008年、ロレンツォ・バンディーニ賞を受賞[49]。
- 母国ポーランドで行われた一般投票で約13万票を獲得し、2008年の最優秀スポーツ選手に選出された[50]。
- 前述のように大変なラリー好きとしても知られており、F1が開かれない期間に度々ラリーに出場しているが、それが大事故につながってしまった。
- 市街地コースを得意としており、「ストリートファイター」の異名を持つ（一般的に市街地コースはサーキットと舗装の材質などが異なるため、レース用タイヤでの走行は難しい）。
- 同じF1ドライバーのフェルナンド・アロンソとは親友である。2人の面識はカート時代より既にあったがF1デビューをした2006年ハンガリーグランプリでクビツァの走りを見たアロンソが絶賛した事を切っ掛けに交友を深めた。その後、2009年シーズン終了後にBMWザウバーが撤退することによりクビツァのシートが喪失の危機に陥ったとき、既にルノーからフェラーリに移籍が決定していたアロンソが「僕の後任として迎えられるならば彼を推挙したい」と述べ、クビツァのルノー入りの強い後押しになったと言われる[51]。又、2011年シーズン開幕前に参加した前述の事故で、数多くのドライバーや関係者が電報による見舞いを行う中、アロンソは真っ先にクビツァのもとを訪問している[52]。各チームがマシンテストなどで開発に注力するような時期に直接の見舞いを行うアロンソが、如何にクビツァとの親交が深いかうかがえる[53]。
- 大変社交的でかつ、紳士的な人物であると評価がなされている。小林可夢偉と日本人記者がインタビューを行っている際に、小林が落とした無線機器（イヤホン）をインタビュー中に届けるなどユーモアを見せる。又、前述のラリー事故にて昏睡から目覚めたクビツァがまず最初に尋ねた質問がコ・ドライバーを務めたヤクプ・ゲルベルの安否や容態であったとクビツァの手術を担当した医師が語っている[54]。
- 2011年のF1ではシーズン前のテストで走行したのみで事故後は一切参戦していなかったが、ロータス・ルノーGPはクビツァにこの年の給料を支払った[55]。
- 2011年の事故後、スヌーカーやボウリングなどを趣味として嗜むようになった。特にロニー・オサリバンのファンである[56]。

## レース戦績

### 略歴
| 年   | シリーズ                                     | チーム                                         | レース                   | 勝利                     | PP                       | FL                       | 表彰台                   | ポイント                 | 順位                     |
| ---- | -------------------------------------------- | ---------------------------------------------- | ------------------------ | ------------------------ | ------------------------ | ------------------------ | ------------------------ | ------------------------ | ------------------------ |
| 2001 | フォーミュラ・ルノー2000 ユーロカップ        | RC・モータースポーツ                           | 10                       | 0                        | 1                        | 0                        | 1                        | 46                       | 14位                     |
| 2001 | フォーミュラ・ルノー2000 イタリア            | RC・モータースポーツ                           | 5                        | 0                        | 0                        | 1                        | 1                        | 27                       | 13位                     |
| 2002 | フォーミュラ・ルノー2000 ユーロカップ        | RC・モータースポーツ                           | 8                        | 0                        | 1                        | 0                        | 2                        | 80                       | 7位                      |
| 2002 | フォーミュラ・ルノー2000 イタリア            | RC・モータースポーツ                           | 10                       | 4                        | 3                        | 5                        | 6                        | 188                      | 2位                      |
| 2002 | フォーミュラ・ルノー2000 ブラジル            | RS2                                            | 1                        | 1                        | 1                        | 1                        | 1                        | N/A                      | NC†                      |
| 2003 | フォーミュラ3・ユーロシリーズ                | プレマ・パワーチーム                           | 13                       | 1                        | 0                        | 3                        | 2                        | 31                       | 12位                     |
| 2003 | イギリス・フォーミュラ3                      | プレマ・パワーチーム                           | 2                        | 0                        | 0                        | 0                        | 0                        | N/A                      | NC†                      |
| 2003 | マスターズ・オブ・フォーミュラ3              | プレマ・パワーチーム                           | 1                        | 0                        | 0                        | 0                        | 0                        | N/A                      | 33位                     |
| 2003 | マカオグランプリ                             | ターゲット・レーシング                         | 1                        | 0                        | 0                        | 0                        | 0                        | N/A                      | NC                       |
| 2003 | F3 コリア・スーパープリ                      | ターゲット・レーシング                         | 1                        | 0                        | 0                        | 0                        | 0                        | N/A                      | 6位                      |
| 2004 | フォーミュラ3・ユーロシリーズ                | ミュッケ・モータースポーツ                     | 20                       | 0                        | 0                        | 0                        | 3                        | 53                       | 7位                      |
| 2004 | マカオグランプリ                             | マノー・モータースポーツ                       | 1                        | 0                        | 1                        | 1                        | 1                        | N/A                      | 2位                      |
| 2005 | フォーミュラ・ルノー3.5 シリーズ             | エプシロン・ユースカディ                       | 17                       | 4                        | 3                        | 1                        | 11                       | 154                      | 1位                      |
| 2005 | マカオグランプリ                             | カーリン・モータースポーツ                     | 1                        | 0                        | 0                        | 0                        | 1                        | N/A                      | 2位                      |
| 2005 | フォーミュラ1                                | マイルドセブン・ルノーF1チーム                 | テストドライバー         | テストドライバー         | テストドライバー         | テストドライバー         | テストドライバー         | テストドライバー         | テストドライバー         |
| 2006 | フォーミュラ1                                | BMWザウバーF1チーム                            | 6                        | 0                        | 0                        | 0                        | 1                        | 6                        | 16位                     |
| 2007 | フォーミュラ1                                | BMWザウバーF1チーム                            | 16                       | 0                        | 0                        | 0                        | 0                        | 39                       | 6位                      |
| 2008 | フォーミュラ1                                | BMWザウバーF1チーム                            | 18                       | 1                        | 1                        | 0                        | 7                        | 75                       | 4位                      |
| 2009 | フォーミュラ1                                | BMWザウバーF1チーム                            | 17                       | 0                        | 0                        | 0                        | 1                        | 17                       | 14位                     |
| 2010 | フォーミュラ1                                | ルノーF1チーム                                 | 19                       | 0                        | 0                        | 1                        | 3                        | 136                      | 8位                      |
| 2013 | ヨーロピアンラリー選手権                     | PH・スポーツ                                   | 4                        | 0                        | -                        | -                        | 0                        | 17                       | 29位                     |
| 2013 | 世界ラリー選手権-2                           | ロバート・クビツァ                             | 7                        | 5                        | -                        | -                        | 6                        | 143                      | 1位                      |
| 2013 | 世界ラリー選手権                             | ロバート・クビツァ                             | 8                        | 0                        | -                        | -                        | 0                        | 18                       | 13位                     |
| 2014 | ヨーロピアンラリー選手権                     | RK M-スポーツ WRT                              | 1                        | 1                        | -                        | -                        | 1                        | 39                       | 13位                     |
| 2014 | 世界ラリー選手権                             | RK M-スポーツ ワールド・ラリー・チーム         | 13                       | 0                        | -                        | -                        | 0                        | 14                       | 16位                     |
| 2015 | 世界ラリー選手権                             | ロバート・クビツァ                             | 11                       | 0                        | -                        | -                        | 0                        | 11                       | 12位                     |
| 2016 | 世界ラリー選手権                             | BRC・レーシング・チーム                        | 1                        | 0                        | -                        | -                        | 0                        | 0                        | NC                       |
| 2016 | ルノー・スポール・トロフィー - プロ・クラス  | デュケーヌ・エンジニアリング                   | 1                        | 0                        | 0                        | 0                        | 0                        | 0                        | NC†                      |
| 2016 | ルノー・スポール・エンデュランス・トロフィー | デュケーヌ・エンジニアリング                   | 1                        | 0                        | 0                        | 0                        | 1                        | 0                        | NC†                      |
| 2017 | 24Hシリーズ - A6                             | フォーチ・レーシング・パワード・バイ・オリンプ | 1                        | 0                        | 0                        | 0                        | 0                        | 0                        | NC                       |
| 2018 | フォーミュラ1                                | ウィリアムズ・マルティーニ・レーシング         | リザーブドライバー       | リザーブドライバー       | リザーブドライバー       | リザーブドライバー       | リザーブドライバー       | リザーブドライバー       | リザーブドライバー       |
| 2019 | フォーミュラ1                                | ロキット・ウィリアムズ・レーシング             | 21                       | 0                        | 0                        | 0                        | 0                        | 1                        | 19位                     |
| 2020 | ドイツツーリングカー選手権                   | BMW・オーレン・チームART                       | 18                       | 0                        | 0                        | 0                        | 1                        | 20                       | 15位                     |
| 2020 | フォーミュラ1                                | アルファロメオ・レーシング・オーレン           | リザーブ／開発ドライバー | リザーブ／開発ドライバー | リザーブ／開発ドライバー | リザーブ／開発ドライバー | リザーブ／開発ドライバー | リザーブ／開発ドライバー | リザーブ／開発ドライバー |
| 2021 | ヨーロピアン・ル・マン・シリーズ             | チーム・WRT                                    | 6                        | 3                        | 0                        | 0                        | 4                        | 118                      | 1位                      |
| 2021 | ウェザーテック・スポーツカー選手権 - LMP2    | ハイクラス・レーシング                         | 1                        | 0                        | 0                        | 0                        | 0                        | 0                        | NC‡                      |
| 2021 | FIA 世界耐久選手権 - LMP2                    | ハイクラス・レーシング                         | 2                        | 0                        | 0                        | 0                        | 0                        | 10                       | 21位                     |
| 2021 | フォーミュラ1                                | アルファロメオ・レーシング・オーレン           | 2                        | 0                        | 0                        | 0                        | 0                        | 0                        | 20位                     |
| 2022 | FIA 世界耐久選手権 - LMP2                    | プレマ・オーレン・チーム                       | 6                        | 0                        | 0                        | 1                        | 1                        | 94                       | 5位                      |
| 2022 | ル・マン24時間レース - LMP2                  | プレマ・オーレン・チーム                       | 1                        | 0                        | 0                        | 0                        | 1                        | N/A                      | 2位                      |
| 2022 | フォーミュラ1                                | アルファロメオF1チーム・オーレン               | リザーブドライバー       | リザーブドライバー       | リザーブドライバー       | リザーブドライバー       | リザーブドライバー       | リザーブドライバー       | リザーブドライバー       |
| 2023 | FIA 世界耐久選手権 - LMP2                    | チーム・WRT                                    | 7                        | 3                        | 1                        | 0                        | 6                        | 173                      | 1位                      |
| 2023 | ル・マン24時間レース - LMP2                  | チーム・WRT                                    | 1                        | 0                        | 0                        | 0                        | 1                        | N/A                      | 2位                      |
| 2024 | FIA 世界耐久選手権 - LMH                     | AFコルセ                                       |                          |                          |                          |                          |                          |                          |                          |
| 2024 | ヨーロピアン・ル・マン・シリーズ - LMP2      | オーレン・チーム・AO・バイ・TF                 |                          |                          |                          |                          |                          |                          |                          |

- † : ゲストドライバーとしての出走であるため、ポイントは加算されない。
- ‡ : ポイントはミシュラン・エンデュランス・カップのみ有効となるため、LMP2クラスにはカウントされない。
- * : 今シーズンの順位。（現時点）

### フォーミュラ3・ユーロシリーズ
| 年     | エントラント               | シャシー           | エンジン        | 1       | 2       | 3       | 4        | 5        | 6         | 7       | 8     | 9        | 10      | 11      | 12      | 13       | 14        | 15      | 16       | 17       | 18       | 19      | 20      | DC   | ポイント |
| ------ | -------------------------- | ------------------ | --------------- | ------- | ------- | ------- | -------- | -------- | --------- | ------- | ----- | -------- | ------- | ------- | ------- | -------- | --------- | ------- | -------- | -------- | -------- | ------- | ------- | ---- | -------- |
| 2003年 | プレマ・パワーチーム       | ダラーラ・F303/022 | スピース-オペル | HOC 1   | HOC 2   | ADR 1   | ADR 2    | PAU 1    | PAU 2     | NOR 1   | NOR 2 | LMS 1 27 | LMS 2 7 | NÜR 1 9 | NÜR 2 6 | A1R 1 11 | A1R 2 Ret | ZAN 1 7 | ZAN 2 24 | HOC 1 24 | HOC 2 10 | MAG 1 4 | MAG 2 8 | 12位 | 31       |
| 2004年 | ミュッケ・モータースポーツ | ダラーラ・F302/032 | HWA-メルセデス  | HOC 1 6 | HOC 2 7 | EST 1 9 | EST 2 23 | ADR 1 17 | ADR 2 Ret | PAU 1 3 | PAU 2 | NOR 1 19 | NOR 2 4 | MAG 1 9 | MAG 2 5 | NÜR 1 5  | NÜR 2     | ZAN 1 8 | ZAN 2 5  | BRN 1 10 | BRN 2 8  | HOC 1 4 | HOC 2 7 | 7位  | 53       |

- 太字はポールポジション、斜字はファステストラップ。(key)

### フォーミュラ・ルノー3.5 シリーズ
| 年     | エントラント             | 1       | 2       | 3       | 4       | 5        | 6       | 7     | 8     | 9       | 10    | 11      | 12      | 13      | 14      | 15      | 16        | 17        | DC  | ポイント |
| ------ | ------------------------ | ------- | ------- | ------- | ------- | -------- | ------- | ----- | ----- | ------- | ----- | ------- | ------- | ------- | ------- | ------- | --------- | --------- | --- | -------- |
| 2005年 | エプシロン・ユースカディ | ZOL 1 3 | ZOL 2 1 | MON 1 5 | VAL 1 2 | VAL 2 16 | LMS 1 3 | LMS 2 | BIL 1 | BIL 2 8 | OSC 1 | OSC 2 1 | DON 1 3 | DON 2 6 | EST 1 2 | EST 2 3 | MNZ 1 Ret | MNZ 2 Ret | 1位 | 154      |

- 太字はポールポジション、斜字はファステストラップ。(key)

### フォーミュラ1
| 年     | エントラント   | シャシー | エンジン                          | 1       | 2       | 3      | 4      | 5      | 6       | 7      | 8      | 9       | 10      | 11     | 12      | 13      | 14       | 15     | 16      | 17     | 18     | 19      | 20     | 21     | 22     | WDC  | ポイント |
| ------ | -------------- | -------- | --------------------------------- | ------- | ------- | ------ | ------ | ------ | ------- | ------ | ------ | ------- | ------- | ------ | ------- | ------- | -------- | ------ | ------- | ------ | ------ | ------- | ------ | ------ | ------ | ---- | -------- |
| 2006年 | BMWザウバー    | F1.06    | BMW P86 2.4 V8                    | BHR TD  | MAL TD  | AUS TD | SMR TD | EUR TD | ESP TD  | MON TD | GBR TD | CAN TD  | USA TD  | FRA TD | GER TD  | HUN DSQ | TUR 12   | ITA 3  | CHN 13  | JPN 9  | BRA 9  |         |        |        |        | 16位 | 6        |
| 2007年 | BMWザウバー    | F1.07    | BMW P86/7 2.4 V8                  | AUS Ret | MAL 18  | BHR 6  | ESP 4  | MON 5  | CAN Ret | USA    | FRA 4  | GBR 4   | EUR 7   | HUN 5  | TUR 8   | ITA 5   | BEL 9    | JPN 7  | CHN Ret | BRA 5  |        |         |        |        |        | 6位  | 39       |
| 2008年 | BMWザウバー    | F1.08    | BMW P86/8 2.4 V8                  | AUS Ret | MAL 2   | BHR 3  | ESP 4  | TUR 4  | MON 2   | CAN 1  | FRA 5  | GBR Ret | GER 7   | HUN 8  | EUR 3   | BEL 6   | ITA 3    | SIN 11 | JPN 2   | CHN 6  | BRA 11 |         |        |        |        | 4位  | 75       |
| 2009年 | BMWザウバー    | F1.09    | BMW P86/9 2.4 V8                  | AUS 14† | MAL Ret | CHN 13 | BHR 18 | ESP 11 | MON Ret | TUR 7  | GBR 13 | GER 14  | HUN 13  | EUR 8  | BEL 4   | ITA Ret | SIN 8    | JPN 9  | BRA 2   | ABU 10 |        |         |        |        |        | 14位 | 17       |
| 2010年 | ルノー         | R30      | ルノー RS27-2010 2.4 V8           | BHR 11  | AUS 2   | MAL 4  | CHN 5  | ESP 8  | MON 3   | TUR 6  | CAN 7  | EUR 5   | GBR Ret | GER 7  | HUN Ret | BEL 3   | ITA 8    | SIN 7  | JPN Ret | KOR 5  | BRA 9  | ABU 5   |        |        |        | 8位  | 136      |
| 2018年 | ウィリアムズ   | FW41     | メルセデス M09 EQ Power+ 1.6 V6 t | AUS     | BHR     | CHN    | AZE    | ESP TD | MON     | CAN    | FRA    | AUT TD  | GBR     | GER    | HUN     | BEL     | ITA      | SIN    | RUS     | JPN    | USA    | MEX     | BRA    | ABU TD |        | -    | -        |
| 2019年 | ウィリアムズ   | FW42     | メルセデス M10 EQ Power+ 1.6 V6 t | AUS 17  | BHR 16  | CHN 17 | AZE 16 | ESP 18 | MON 18  | CAN 18 | FRA 18 | AUT 20  | GBR 15  | GER 10 | HUN 19  | BEL 17  | ITA 17   | SIN 16 | RUS Ret | JPN 17 | MEX 18 | USA Ret | BRA 16 | ABU 19 |        | 19位 | 1        |
| 2020年 | アルファロメオ | C39      | フェラーリ 065 1.6 V6 t           | AUT     | STY TD  | HUN TD | GBR    | 70A TD | ESP     | BEL    | ITA    | TUS     | RUS     | EIF    | POR     | EMI     | TUR      | BHR TD | SKH     | ABU TD |        |         |        |        |        | -    | -        |
| 2021年 | アルファロメオ | C41      | フェラーリ 065/6 1.6 V6 t         | BHR     | EMI     | POR    | ESP TD | MON    | AZE     | FRA    | STY TD | AUT     | GBR     | HUN TD | BEL     | NED 15  | ITA 1419 | RUS    | TUR     | USA    | MXC    | SÃO     | QAT    | SAU    | ABU    | 20位 | 0        |
| 2022年 | アルファロメオ | C42      | フェラーリ 066/7 1.6 V6 t         | BHR     | SAU     | AUS    | EMI    | MIA    | ESP TD  | MON    | AZE    | CAN     | GBR     | AUT    | FRA TD  | HUN TD  | BEL      | NED    | ITA     | SIN    | JPN    | USA     | MXC    | SÃO    | ABU TD | -    | -        |

- 太字はポールポジション、斜字はファステストラップ。(key)
- † : リタイアだが、90%以上の距離を走行したため規定により完走扱い。
- 決勝順位右上の小数字はスプリント予選での順位。

### 世界ラリー選手権
| 年     | エントラント                           | 車両                        | 1       | 2      | 3       | 4       | 5     | 6      | 7      | 8       | 9       | 10    | 11      | 12     | 13      | 14  | 順位 | ポイント |
| ------ | -------------------------------------- | --------------------------- | ------- | ------ | ------- | ------- | ----- | ------ | ------ | ------- | ------- | ----- | ------- | ------ | ------- | --- | ---- | -------- |
| 2013年 | ロバート・クビツァ                     | シトロエン・DS3 RRC         | MON     | SWE    | MEX     | POR 19  | ARG   | GRE 11 | ITA 9  | FIN 9   | GER 5   | AUS   | FRA 9   | ESP 9  |         |     | 13位 | 18       |
| 2013年 | アブダビ・シトロエン・トタル・WRT      | シトロエン・DS3 WRC         |         |        |         |         |       |        |        |         |         |       |         |        | GBR Ret |     | 13位 | 18       |
| 2014年 | RK M-スポーツ ワールド・ラリー・チーム | フォード・フィエスタ RS WRC | MON Ret | SWE 24 | MEX Ret | POR Ret | ARG 6 | ITA 8  | POL 20 | FIN 34  | GER Ret | AUS 9 | FRA Ret | ESP 17 | GBR 11  |     | 16位 | 14       |
| 2015年 | ロバート・クビツァ                     | フォード・フィエスタ RS WRC | MON Ret | SWE 20 | MEX 18  | ARG     | POR 9 | ITA 30 | POL 8  | FIN Ret | GER 35  | AUS   | FRA 22  | ESP 11 | GBR 8   |     | 12位 | 11       |
| 2016年 | BRC・レーシング・チーム                | フォード・フィエスタ RS WRC | MON Ret | SWE WD | MEX     | ARG     | POR   | ITA    | POL    | FIN     | GER     | CHN   | FRA     | ESP    | GBR     | AUS | NC   | 0        |

- 太字はポールポジション、斜字はファステストラップ。(key)

### 世界ラリー選手権-2
| 年     | エントラント       | 車両                | 1   | 2   | 3   | 4     | 5   | 6     | 7     | 8     | 9     | 10  | 11    | 12    | 13  | 順位 | ポイント |
| ------ | ------------------ | ------------------- | --- | --- | --- | ----- | --- | ----- | ----- | ----- | ----- | --- | ----- | ----- | --- | ---- | -------- |
| 2013年 | ロバート・クビツァ | シトロエン・DS3 RRC | MON | SWE | MEX | POR 6 | ARG | GRE 1 | ITA 1 | FIN 2 | GER 1 | AUS | FRA 1 | ESP 1 | GBR | 1位  | 143      |

- 太字はポールポジション、斜字はファステストラップ。(key)

### ステージ優勝略歴 （世界ラリー選手権）
| #  | ラリー                              | ステージ名称                                                       | 車両                        | チーム            |
| -- | ----------------------------------- | ------------------------------------------------------------------ | --------------------------- | ----------------- |
| 1  | 2014年ラリー・モンテカルロ          | SS1 オルピエール - サン＝タンドレ＝ド＝ロザン 1 (25.43 km)         | フォード・フィエスタ RS WRC | RK M-スポーツ WRT |
| 2  | 2014年ラリー・モンテカルロ          | SS2 ロザン - サント＝マリー - ラ・シャルス 1 (17.98 km)            | フォード・フィエスタ RS WRC | RK M-スポーツ WRT |
| 3  | 2014年ラリー・ドイチュラント        | SS7 シュタイン＆ワイン 1 (17.53 km)                                | フォード・フィエスタ RS WRC | RK M-スポーツ WRT |
| 4  | 2014年ラリー・ドイチュラント        | SS12 ペータースベルク 2 (9.37 km)                                  | フォード・フィエスタ RS WRC | RK M-スポーツ WRT |
| 5  | 2014年ラリー・ド・フランス-アルザス | SS15 フォレ・ド・ラ・プティット＝ピエール 1 (12.33 km)             | フォード・フィエスタ RS WRC | RK M-スポーツ WRT |
| 6  | 2015年ラリー・モンテカルロ          | SS4 アスプル＝レ＝コール - ショファイエ 1 (25.81 km)               | フォード・フィエスタ RS WRC | RK WRT            |
| 7  | 2015年ラリー・モンテカルロ          | SS5 レ・コスト - サン＝ジュリアン＝アン＝シャンソール 1 (25.40 km) | フォード・フィエスタ RS WRC | RK WRT            |
| 8  | 2015年ラリー・モンテカルロ          | SS7 アスプル＝レ＝コール - ショファイエ 2 (25.81 km)               | フォード・フィエスタ RS WRC | RK WRT            |
| 9  | 2015年ラリー・モンテカルロ          | SS10 ラルディエ＝エ＝ヴァロンサ - フェイ (51.70 km)                | フォード・フィエスタ RS WRC | RK WRT            |
| 10 | 2015年ラリー・スウェーデン          | SS17 ハーグフォシュ スプリント 2 (1.87 km)                         | フォード・フィエスタ RS WRC | RK WRT            |
| 11 | 2015年ラリー・メキシコ              | SS14 ストリート・ステージ レオン 2 (1.37 km)                       | フォード・フィエスタ RS WRC | RK WRT            |
| 12 | 2015年ツール・ド・コルス            | SS1 プラージュ・デュ・リアモーヌ - サロラ＝カルコピノ (29.12 km)   | フォード・フィエスタ RS WRC | RK WRT            |
| 13 | 2015年ラリー・カタルーニャ          | SS3 カセレス 1 (12.50 km)                                          | フォード・フィエスタ RS WRC | RK WRT            |
| 14 | 2015年ラリー・カタルーニャ          | SS6 モーラ・デブレ - アスコー 1 (9.62 km)                          | フォード・フィエスタ RS WRC | RK WRT            |

### ヨーロピアンラリー選手権
| 年     | エントラント      | 車両                     | 1     | 2   | 3       | 4     | 5       | 6   | 7   | 8   | 9       | 10  | 11  | 12  | 順位 | ポイント |
| ------ | ----------------- | ------------------------ | ----- | --- | ------- | ----- | ------- | --- | --- | --- | ------- | --- | --- | --- | ---- | -------- |
| 2013年 | PH・スポーツ      | シトロエン・DS3 RRC      | JÄN   | LIE | CAN Ret | AZO 6 | COR Ret | YPR | ROM | CZE | POL Ret | CRO | SAN | VAL | 29位 | 17       |
| 2014年 | RK M-スポーツ WRT | フォード・フィエスタ RRC | JÄN 1 | LIE | ACR     | IRE   | AZO     | YPR | EST | CZE | CYP     | ROM | VAL | COR | 13位 | 39       |

- 太字はポールポジション、斜字はファステストラップ。(key)

### ドイツツーリングカー選手権
| 年     | エントラント             | シャシー         | 1        | 2        | 3        | 4        | 5        | 6        | 7        | 8        | 9        | 10       | 11       | 12        | 13       | 14       | 15        | 16      | 17      | 18       | ランク | ポイント |
| ------ | ------------------------ | ---------------- | -------- | -------- | -------- | -------- | -------- | -------- | -------- | -------- | -------- | -------- | -------- | --------- | -------- | -------- | --------- | ------- | ------- | -------- | ------ | -------- |
| 2020年 | BMW・オーレン・チームART | BMW M4 Turbo DTM | SPA 1 14 | SPA 2 14 | LAU 1 13 | LAU 2 13 | LAU 1 16 | LAU 2 16 | ASS 1 10 | ASS 2 14 | NÜR 1 16 | NÜR 2 12 | NÜR 1 13 | NÜR 2 Ret | ZOL 1 14 | ZOL 2 12 | ZOL 1 Ret | ZOL 2 3 | HOC 1 8 | HOC 2 15 | 15位   | 20       |

- 太字はポールポジション、斜字はファステストラップ。(key)

### ウェザーテック・スポーツカー選手権
| 年     | エントラント           | クラス | 製造       | エンジン                | 1      | 2   | 3   | 4   | 5   | 6   | 7   | ランク | ポイント |
| ------ | ---------------------- | ------ | ---------- | ----------------------- | ------ | --- | --- | --- | --- | --- | --- | ------ | -------- |
| 2021年 | ハイクラス・レーシング | LMP2   | オレカ・07 | ギブソン GK428 4.2 L V8 | DAY 9† | SEB | WGL | WGL | ELK | LGA | PET | NC†    | 0†       |

- 太字はポールポジション、斜字はファステストラップ。(key)
- † : ポイントはミシュラン・エンデュランス・カップのみ有効となるため、LMP2クラスにはカウントされない。
- * : 今シーズンの順位。（現時点）

### ヨーロピアン・ル・マン・シリーズ
| 年     | エントラント | クラス | シャシー   | エンジン               | 1     | 2     | 3     | 4     | 5     | 6     | ランク | ポイント |
| ------ | ------------ | ------ | ---------- | ---------------------- | ----- | ----- | ----- | ----- | ----- | ----- | ------ | -------- |
| 2021年 | チーム・WRT  | LMP2   | オレカ・07 | ギブソン GK428 4.2L V8 | CAT 1 | RBR 1 | LEC 5 | MNZ 4 | SPA 1 | ALG 2 | 1位    | 118      |

- 太字はポールポジション、斜字はファステストラップ。(key)

### ル・マン24時間レース
| 年     | チーム                   | コ・ドライバー                            | 車両                | クラス       | 周回数 | 総合 順位 | クラス 順位 |
| ------ | ------------------------ | ----------------------------------------- | ------------------- | ------------ | ------ | --------- | ----------- |
| 2021年 | チーム・WRT              | ルイ・デレトラズ イェ・イーフェイ         | オレカ・07-ギブソン | LMP2         | 362    | NC        | NC          |
| 2022年 | プレマ・オーレン・チーム | ルイ・デレトラズ ロレンツォ・コロンボ     | オレカ・07-ギブソン | LMP2         | 369    | 6位       | 2位         |
| 2023年 | チーム・WRT              | ルイ・アンドラーデ ルイ・デレトラズ       | オレカ・07-ギブソン | LMP2         | 328    | 11位      | 2位         |
| 2024年 | AFコルセ                 | ロバート・シュワルツマン イェ・イーフェイ | フェラーリ・499P    | ハイパーカー | 248    | DNF       | DNF         |

### FIA 世界耐久選手権
| 年     | エントラント             | クラス       | シャシー         | エンジン                       | 1     | 2     | 3     | 4       | 5      | 6     | 7      | 8     | ランク | ポイント |
| ------ | ------------------------ | ------------ | ---------------- | ------------------------------ | ----- | ----- | ----- | ------- | ------ | ----- | ------ | ----- | ------ | -------- |
| 2021年 | ハイクラス・レーシング   | LMP2         | オレカ・07       | ギブソン GK428 4.2 L V8        | SPA   | POR   | MNZ   | LMS     | BHR 8  | BHR 8 |        |       | 21位   | 10       |
| 2022年 | プレマ・オーレン・チーム | LMP2         | オレカ・07       | ギブソン GK428 4.2 L V8        | SEB 4 | SPA 7 | MNZ 2 | LMN 6   | FSW 6  | BHR 4 |        |       | 5位    | 76       |
| 2023年 | チーム・WRT              | LMP2         | オレカ・07       | ギブソン GK428 4.2 L V8        | SEB 4 | ALG 3 | SPA 1 | LMS 2   | MNZ 3  | FUJ 1 | BHR 1  |       | 1位    | 173      |
| 2024年 | AFコルセ                 | ハイパーカー | フェラーリ・499P | フェラーリ F163 3.0 L Turbo V6 | QAT 4 | IMO 8 | SPA 8 | LMS Ret | SÃO 11 | COA 1 | FUJ 12 | BHR 8 | 9位    | 57       |

- 太字はポールポジション、斜字はファステストラップ。(key)
- * : 今シーズンの順位。（現時点）